# Corso Sempione
El Corso Sempione es una importante calle radial de Milán, Italia. Abierta en 1801 como el primer tramo de la strada del Sempione (construida en el periodo napoleónico para unir Milán con París), es una larga avenida rectilínea arbolada, centrada en perspectiva sobre el Arco della Pace, según la moda neoclásica. La calle tiene referencias evidentes a la Avenida de los Campos Elíseos de París.

## Características
El Corso Sempione comienza en la puerta homónima de las murallas, abierta para la ocasión, y se dirige hacia el noroeste. La penetración urbana del eje, aunque se contempló, nunca se realizó: la zona dedicada a plaza de armas continuó con este uso hasta el siglo XIX, sustiuida por el Parco Sempione, y la prolongación de la calle hacia el centro de la ciudad también se realizó a finales del siglo XIX, según un diseño más modesto (la actual Via Dante).
Hacia el campo, el Corso Sempione terminaba en el Rondò della Cagnola (actual Piazza Firenze), construido para permitir el giro de los carruajes de los nobles de paseo, según los usos del tiempo. Más allá la calle se bifurcaba, confluyendo en dos breves tramos (las actuales Via Gassendi y Via Pacinotti) en las calles preexistentes Gallaratese y Varesina.
Con la restauración austriaca el eje del Sempione perdió importancia, sustituido por el eje dirigido hacia el noreste, en dirección a la Villa real de Monza (actuales Corso Venezia, Corso Buenos Aires y Viale Monza); tras la unificación italiana el Corso Sempione fue atravesado por dos pasos a nivel para dos líneas de tren: en 1870 la línea hacia Vigevano (suprimida en 1931) y en 1879 la línea hacia Saronno (soterrada en 1929). Después de la electrificación de los tranvías urbanos, realizada a finales del siglo XIX, fue necesario construir dos pasos elevados para el tranvía.
Tras la Segunda Guerra Mundial, a pesar de la construcción de edificios residenciales de prestigio, la calle ha tenido hasta hoy un aspecto descuidado: incluso el tramo más próximo al Arco della Pace, que recibió un nuevo mobiliario urbano diseñado por el arquitecto Vittoriano Viganò, ha experimentado una rápida degradación.
Actualmente la calle tiene una calzada central, recorrida por un intenso tráfico, y dos calzadas laterales, separadas por dos bandas de zona verde.
Un proyecto del arquitecto Álvaro Siza, en espera de aprobación, propone la eliminación de la calzada central para dedicarse también a jardín; esta intervención se podría incluir en el proyecto de remodelación de las calles de la ciudad que conducen a la zona de la Expo 2015 (la llamada "via di terra").
Aquí está situado el Centro de producción de la RAI Radiotelevisione Italiana.

## Edificios notables
En el lado izquierdo:
- En el n.º 25 la sede del grupo fascista local "P. E. Crespi", construida entre 1938 y 1939 según el proyecto de Gianni Angelini, Giuseppe Calderara y Tito Varisco;[4]
- En el n.º 27 la sede RAI, antiguamente EIAR, construida en 1939 según el proyecto de Gio Ponti;[5]
- En el n.º 33 un edificio residencial, construida entre 1955 y 1957 según el proyecto de Piero Bottoni;[6]
- En el n.º 43 el rascacielos "Vespa", construido en 1955 según el proyecto de Luigi Vietti;[5]
- En el n.º 55 un edificio de oficinas, construido entre 1984 y 1988 según el proyecto de Fausto, Lucio y Vincenzo Passarelli;[7]
- En el n.º 75 un edificio residencial, construido en 1965 según el proyecto de Mario Asnago y Claudio Vender;[5]
- En el n.º 81 un edificio residencial, construido en 1953 según el proyecto de Gianemilio, Pietro y Anna Monti.[8]

En el lado derecho:
- En el nª 36 la Casa Rustici, construida entre 1933 y 1935 según el proyecto de Pietro Lingeri y Giuseppe Terragni;[9]
- En el nª 38 un edificio residencial y comercial, construido entre 1952 y 1954 según el proyecto de Gianemilio, Pietro y Anna Monti;[10]
- En el nª 66 un edificio de oficinas, construido entre 1946 y 1947 según el proyecto de Eugenio y Ermenegildo Soncini;[11]
- En el nª 86 un edificio residencial, construido entre 1955 y 1956 según el proyecto de Vittore Ceretti.[12]

## Galería de imágenes

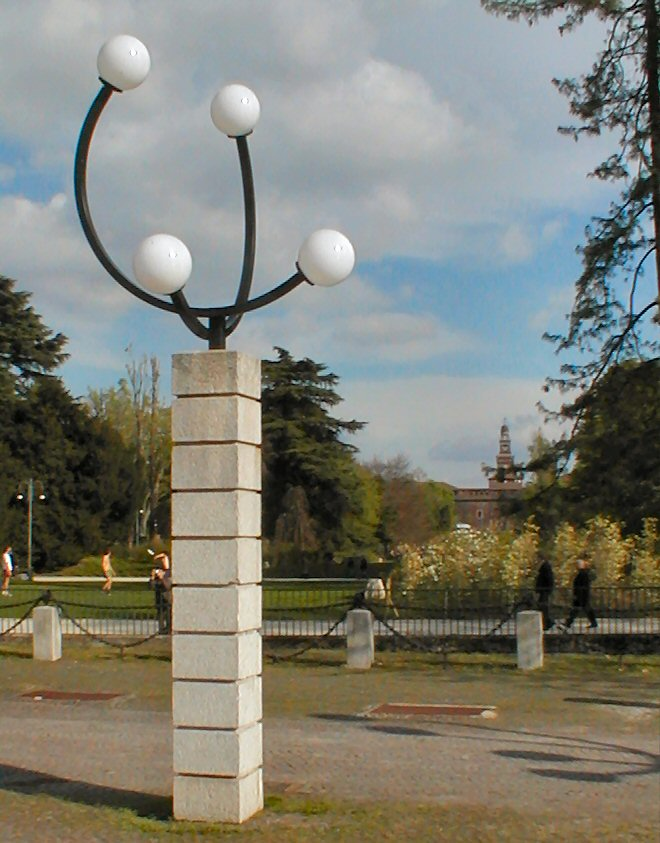
Típico mobiliario urbano en el Corso Sempione.
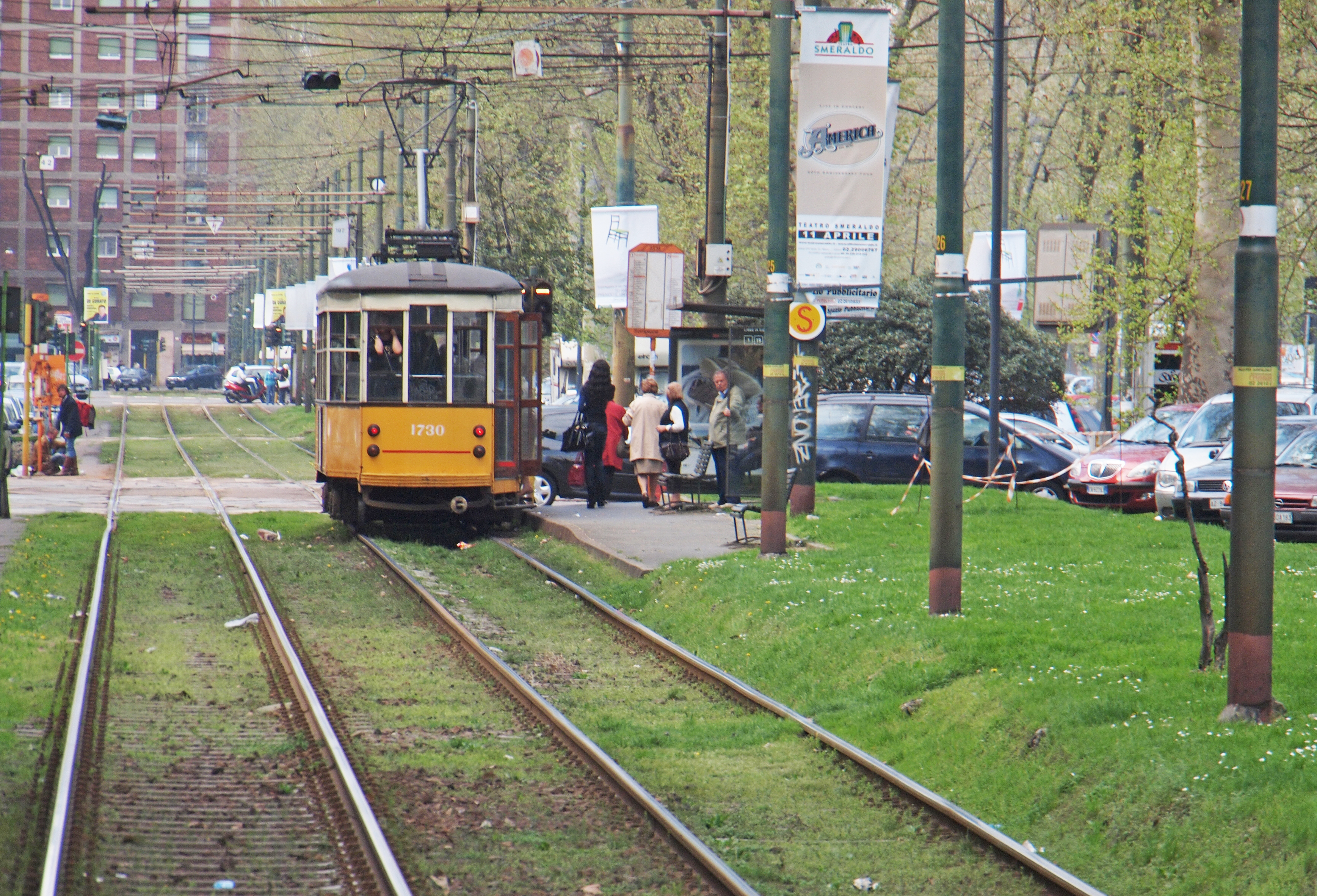
El tranvía en el Corso Sempione.
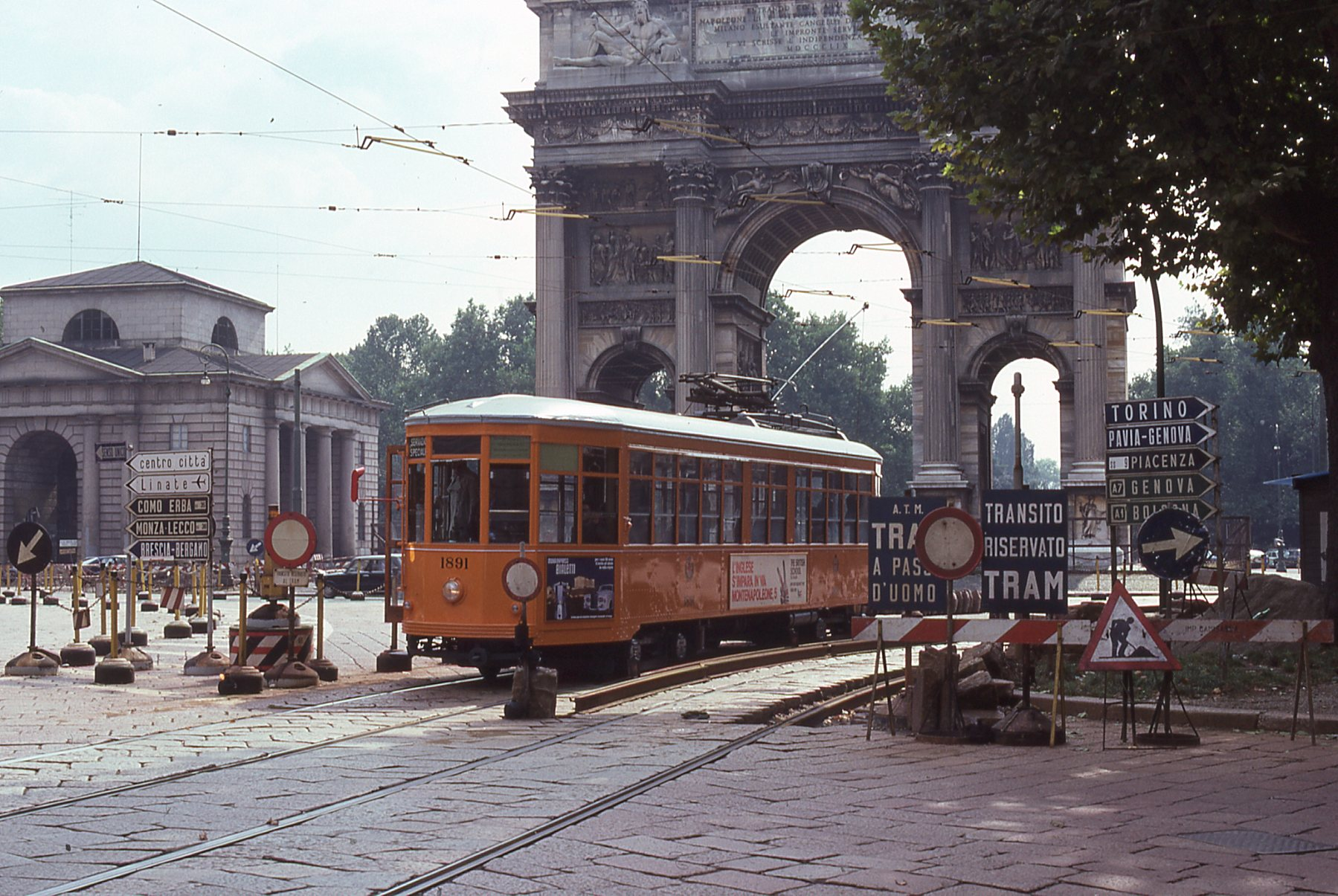
El tranvía pasando al lado del Arco della Pace.
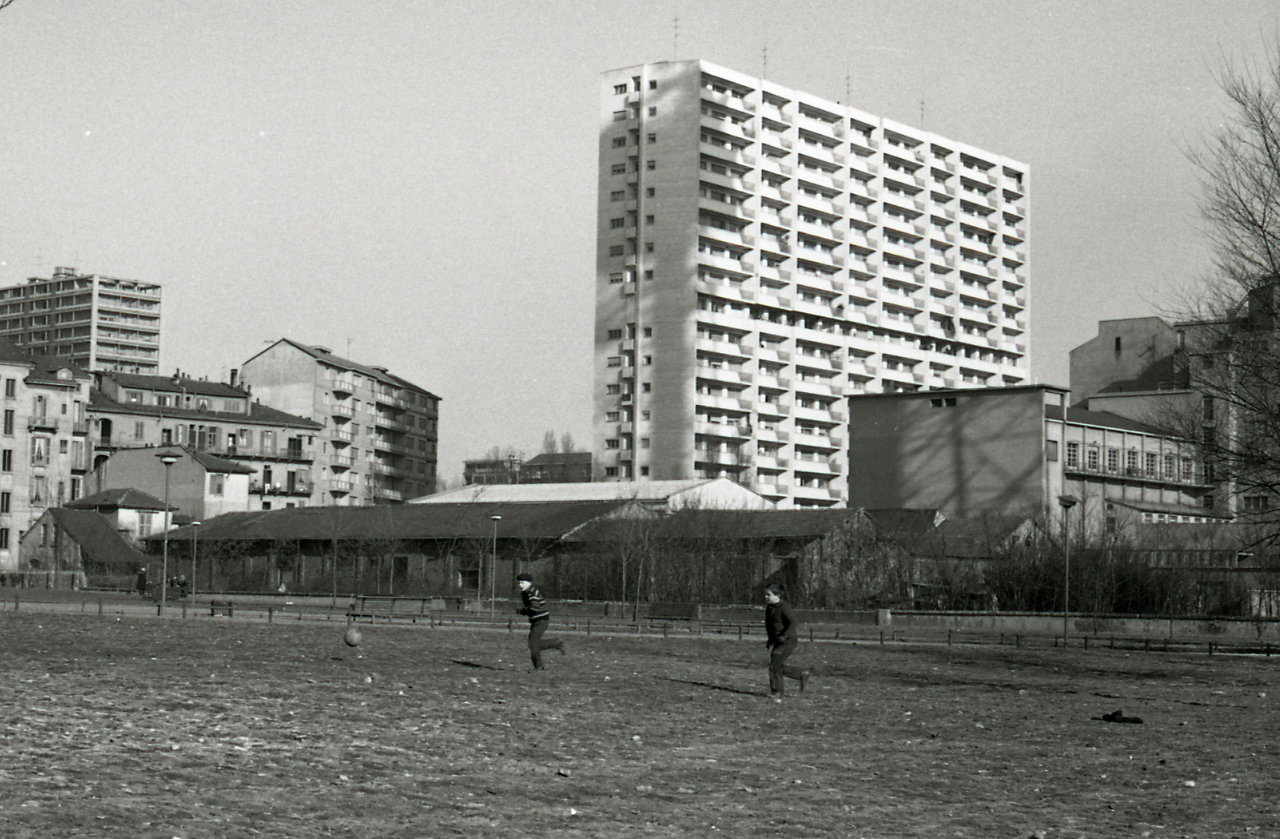
Corso Sempione 33 (arch. Piero Bottoni, 1955-1957). Photo par Paolo Monti.